# Прапор Куала-Лумпур
Прапор Куала-Лумпура, Малайзія, був офіційно прийнятий 14 травня 1990 року на честь 100-річчя мерії міста Куала-Лумпур як місцевого органу влади Куала-Лумпура (DBKL). Прапор був розроблений як варіант Джалур Геміланг, прапора Малайзії, що включає елементи дизайну з її власною ідентичністю як однієї з федеральних територій нації. Прапор вивішується щороку в перший день лютого, вшановуючи день, коли Куала-Лумпур став федеральною територією 1 лютого 1974 року.

## Історія
Дизайнером прапора був Азмі Ахмад Термізі, архітектор і проектувальник DBKL, який був серед команди, призначеної для розробки прапора на честь 100-річчя ролі DBKL як місцевої влади Куала-Лумпура. Подавши керівництву п'ятнадцять проєктів, чотири з них увійшли до короткого списку та були представлені на затвердження прем'єр-міністру Махатхіру Мохамаду.   У ніч на 14 травня 1990 року відбулася символічна церемонія, на якій лорд-мер (Датук Бандар) Куала-Лумпура Тан Шрі Еліас Омар отримав новий прапор від Янг ді-Пертуан Агонг Султан Азлан Шаха . Відтоді прапор офіційно використовується.

## Дизайн
Дизайн Азмі включає елементи національного прапора в прапорі Куала-Лумпура. Прапор являє собою блакитне поле з сімома рівновеликими горизонтальними смугами червоного і білого кольорів, що чергуються у верхній і нижній частині прапора, укріпленим жовтим півмісяцем, зверненим до мушки, жовтою 14-променевою зіркою.
Згідно з веб-сайтом міністерства інформації Малайзії, кожен малюнок символізує певну ідентичність. Червоний символізує мужність і силу міста, синій — єдність його багатонаціональних громадян, жовтий — суверенітет, а білий — чистоту та красу. 

## Використання

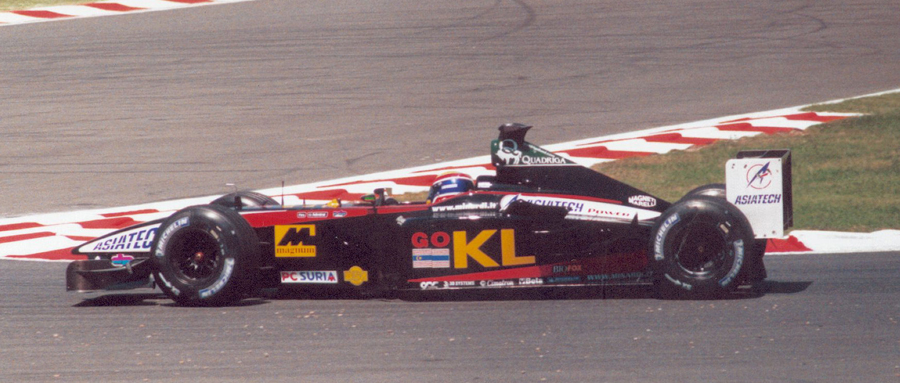
Minardi PS02 відображає прапор Куала-Лумпуру, керований Марком Веббером.

- На лівреї Minardi PS02 зображено прапор Куала-Лумпур.